# 杜姆巴拉希

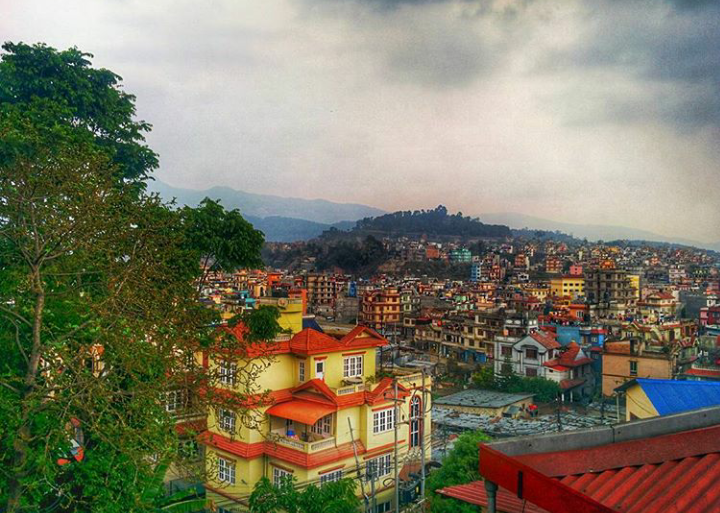
杜姆巴拉希

杜姆巴拉希（羅馬化：Dhumbarahi）是尼泊尔巴格马蒂省加德满都区的一个地方。该地得名于杜姆拉·巴拉庙。加德满都环城路从杜姆巴拉希中部穿过。